# 高野山町石道

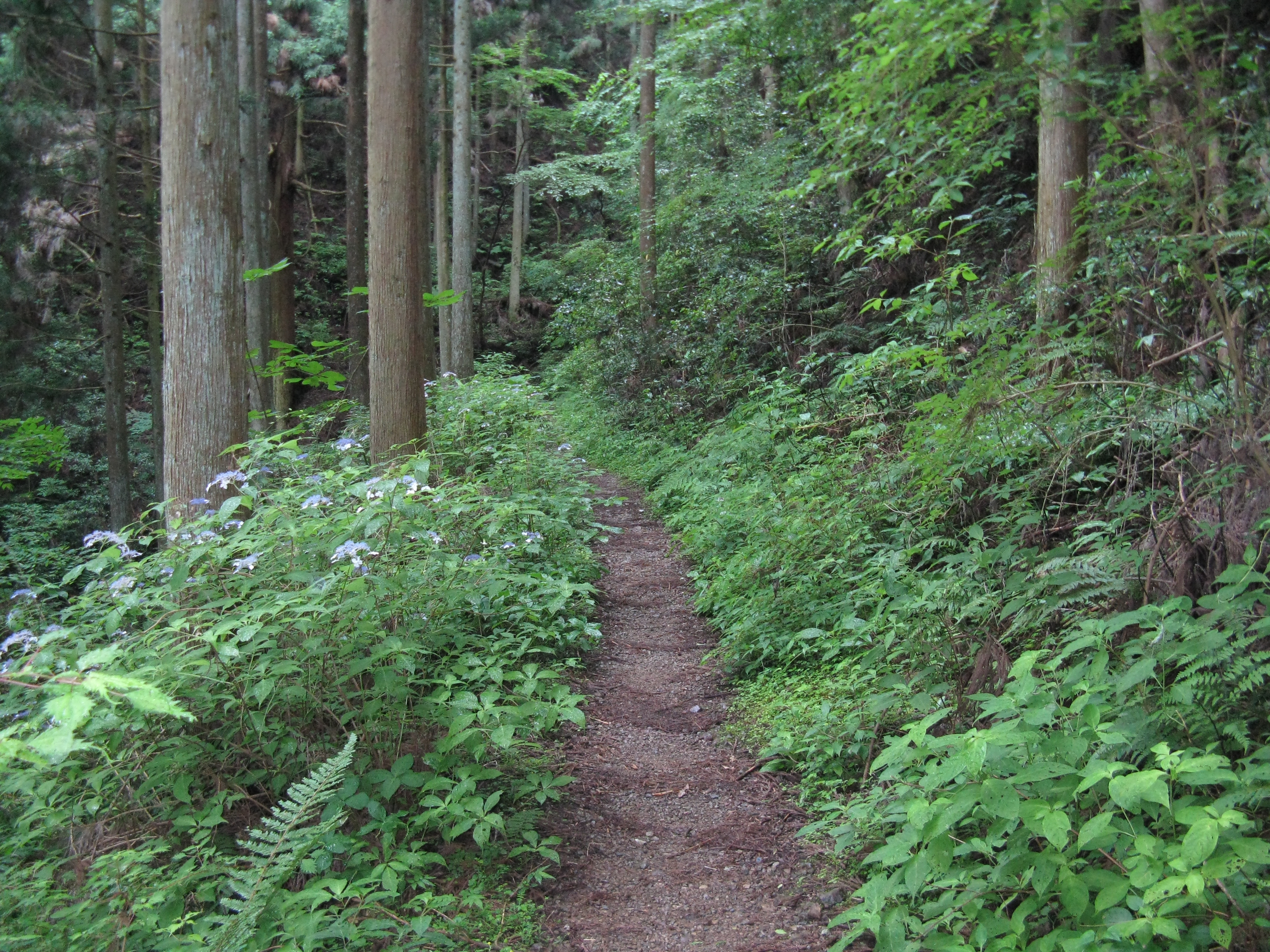
高野山町石道

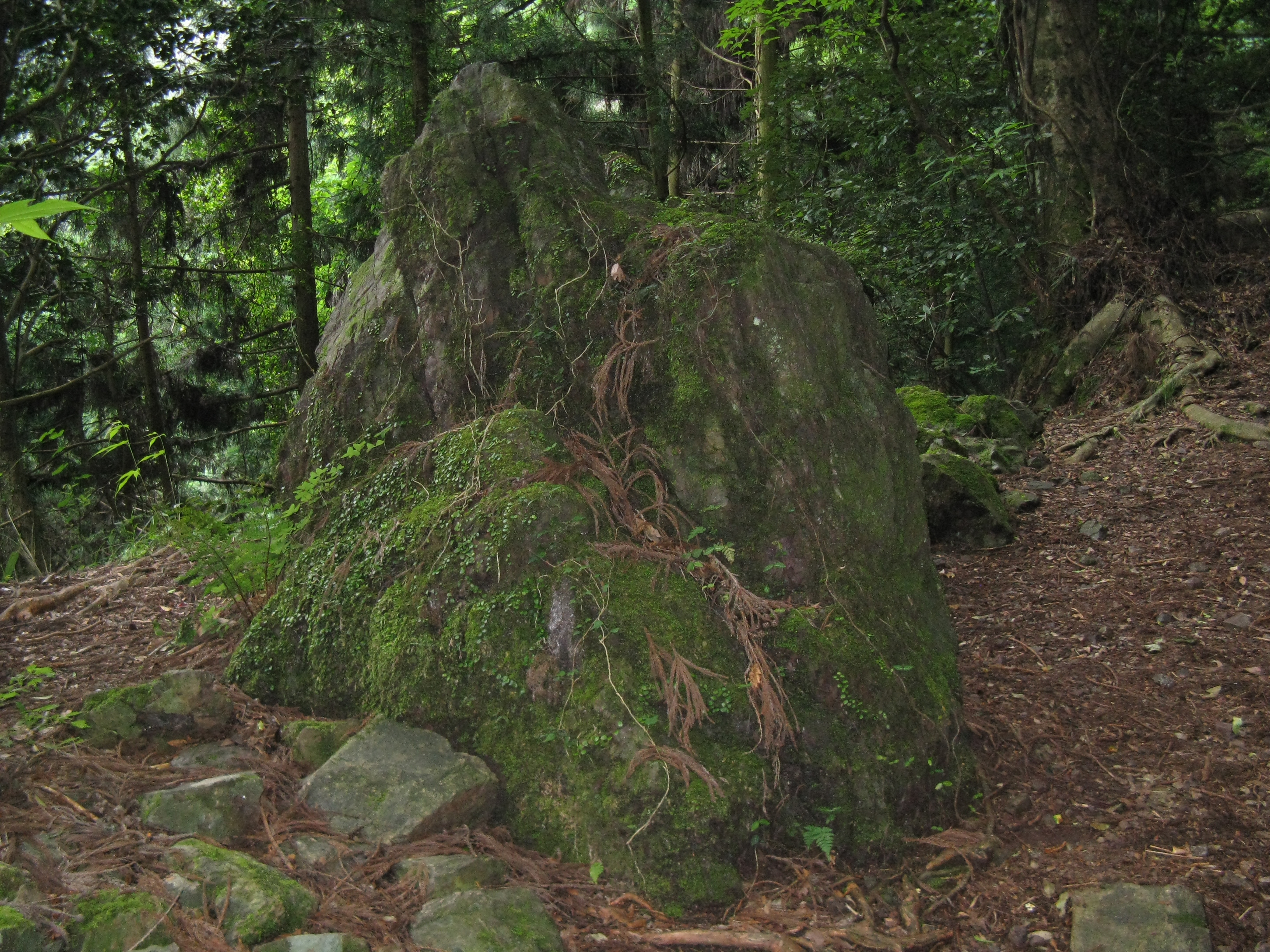
袈裟懸石

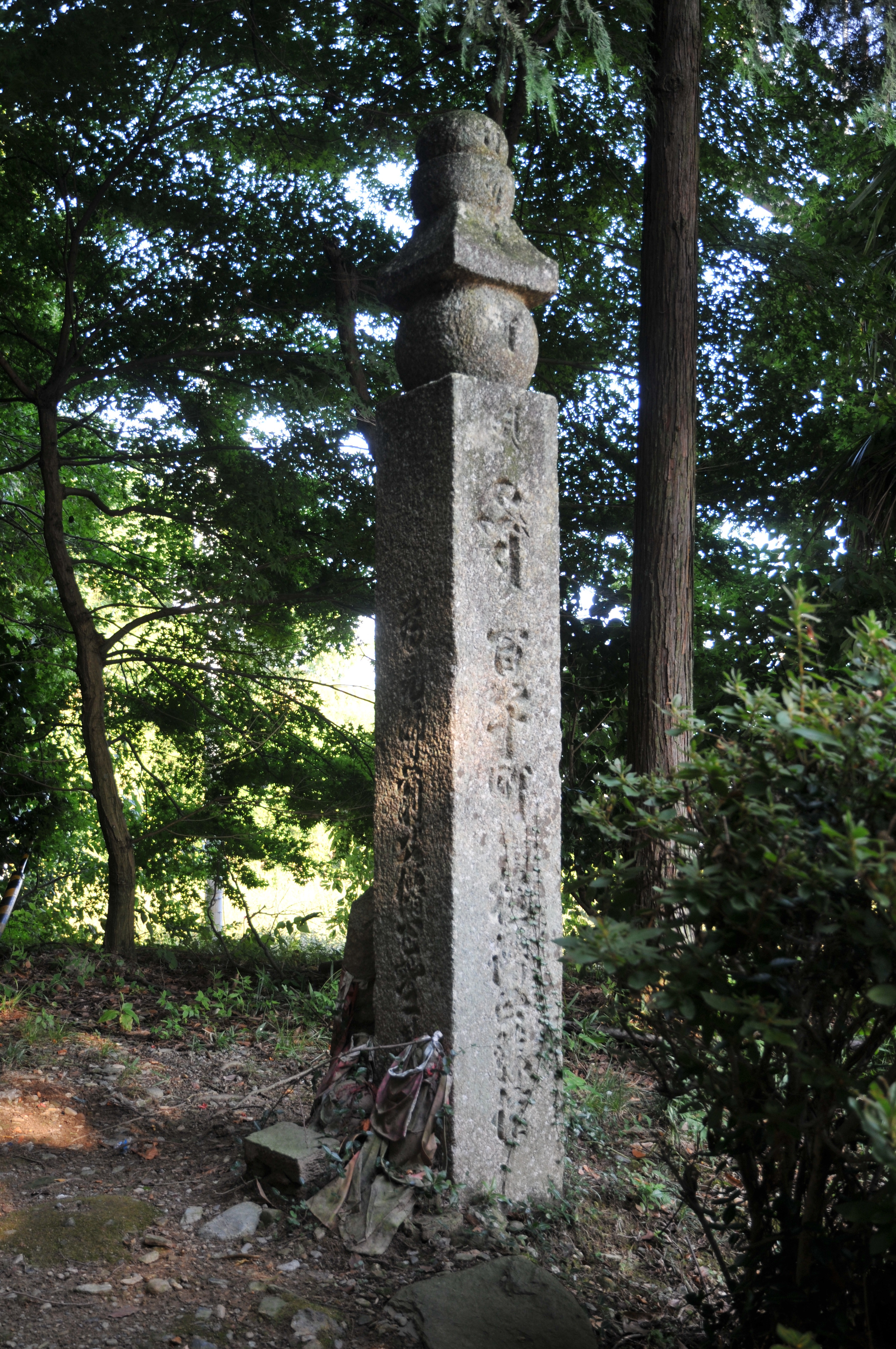
位於慈尊院的第180町石

高野山町石道（日语：／ KouYaSanChouIshiMichi）是日本高野山的表參道，被用來從慈尊院（現在的和歌山縣伊都郡九度山町）通往高野山（和歌山縣伊都郡高野町）。自高野山由空海開山以來，即被視為信仰之道路。
高野山町石道已被指定為日本國指定史跡「高野参詣道」。2004年7月登錄為聯合國教科文組織世界遺産「紀伊山地的聖地及朝聖路」組成資產的一部分。

## 概要
町石是往高野山的路標，在途中每一町（約109公尺）的距離建立一座高約三公尺的五輪卒塔婆形石柱，稱為「町石」（ちょういし），以高野山金剛峯寺的壇上伽藍根本大塔為起點，至慈尊院的路線中大約22公里共建有180座町石，由根本大塔至高野山奥之院弘法大師御廟的路線大約4公里建有36座，合計建立了216座町石。此外在距離慈尊院36町（1里）的位置，設置有與町石相近的「里石」（りいし）合計4座。
町石據傳在弘法大師空海於平安時代開山時僅為木製卒塔婆，因長年風吹雨打而腐朽。鎌倉時代的文永二年（1265年），高野山遍照光院的覺斅上人發願改建石造的町卒塔婆，花費20年的歳月於弘安八年（1285年）完成。現存的全部町石當中大約八成即150支石柱自建立當時維持至今、保存了昔日的面貌。
據說以往前往高野巡禮的每個人在登山途中會對町石逐一雙手合十禮拜。現今這些道路是高度發達的健行路線，已經妥善整備過，遊客可以輕鬆行走。
該處一帶也是和歌山縣高野山町石道玉川峽縣立自然公園的一部分。

## 關聯條目
- 高野山
- 慈尊院
- 小邊路（日语：小辺路）
- 日本世界遺產列表
- 近畿史蹟列表（日语：近畿の史跡一覧）
- 日本最美步道500選（日语：美しい日本の歩きたくなるみち500選）

## 外部連結
- 町石道步行会
- 和歌山縣官方觀光情報·高野山町石道 （页面存档备份，存于）
- 南海電鐵高野山町石道指南 （页面存档备份，存于）